# Franco Nenci
Franco Nenci (* 25. Januar 1935 in Livorno; † 15. Mai 2020 ebenda) war ein italienischer Weltergewichtsboxer.

## Amateur
Nenci begann mit 17 Jahren mit dem Boxen und entwickelte sich schnell zu einem geschickten Boxer mit herausragenden technischen Fähigkeiten. 1956 qualifizierte er sich für die Olympischen Spiele in Melbourne, bei denen er nach Siegen über Rehmat Gul (Pakistan; KO 3.), Willi Roth (Deutschland), Antonio Marcilla (Argentinien) und Constantin Dumitrescu (Rumänien) und einer Finalniederlage gegen Wladimir Jengibarjan (Sowjetunion) die Silbermedaille im Halbweltergewicht gewann.

## Profi
Als Profi begann er 1957. Zwar absolvierte er viele Kämpfe, doch so richtig kam seine Karriere nicht in Fahrt. Im April 1964 kämpfte er endlich um den italienischen Meistertitel im Weltergewicht. Doch er unterlag Fortunato Manca in der siebten Runde durch technischen KO. Auch danach zeigten seine Kämpfe Licht und Schatten. Im Juli 1967 zog sich Nenci dann vom Boxsport zurück.